# 온앤오프 (텔레비전 프로그램)
《온앤오프》는 대한민국에서 방영된 시즌제 텔레비전 예능 프로그램이다.

## 시즌 1

### 회차 및 출연진
| 2020년 | 2020년   | 2020년                                                          | 2020년                                          |
| 회차   | 방송일   | 에피소드                                                        | 게스트                                          |
| ------ | -------- | --------------------------------------------------------------- | ----------------------------------------------- |
| 1      | 20.05.02 | 성시경, 조세호의 일상                                           | 안지영, 크리스 라이언                           |
| 2      | 20.05.09 | 성시경, 김민아의 일상                                           | 안지영, 크리스 라이언                           |
| 3      | 20.05.16 | 성시경, 김민아, 안지영의 일상                                   | 안지영, 크리스 라이언                           |
| 4      | 20.05.23 | 성시경, 조세호×김민아, 심은우의 일상                            | 크리스 라이언, 심은우                           |
| 5      | 20.05.30 | 김민아, 김동완, 솔라의 일상                                     | 크리스 라이언, 심은우                           |
| 6      | 20.06.06 | 윤아, 최귀화의 일상                                             | 크리스 라이언                                   |
| 7      | 20.06.13 | 성시경, 효정, 현우의 일상                                       | 크리스 라이언, 아린                             |
| 8      | 20.06.20 | 유빈, 경리, 조세호의 일상                                       | 크리스 라이언                                   |
| 9      | 20.06.27 | 솔라, 김동완의 일상                                             | 크리스 라이언, 이엘리야                         |
| 10     | 20.07.04 | 이엘리야, 성시경의 일상                                         | 크리스 라이언                                   |
| 11     | 20.07.11 | 성시경, 스테파니 미초바의 일상                                  | 크리스 라이언, 이엘리야                         |
| 12     | 20.07.18 | 성시경, 김동준의 일상                                           | 이엘리야                                        |
| 13     | 20.07.25 | 최여진, 김민아, 박소진의 일상                                   | 최여진, 소유                                    |
| 14     | 20.08.01 | 성시경x김동완, 소유의 일상                                      | 엄정화, 김동완, 박소진                          |
| 15     | 20.08.08 | 엄정화, 조세호의 일상                                           | 엄정화, 김동완                                  |
| 16     | 20.08.15 | 성시경x신동엽 (게스트 : 김준현), 심은우의 일상                  | 심은우, 한보름                                  |
| 17     | 20.08.22 | 스테파니 미초바, 한보름의 일상                                  | 스테파니 미초바, 최여진, 박병은, 심은우, 한보름 |
| 18     | 20.08.29 | 김민아, 박병은, 이하이의 일상                                   | 스테파니 미초바, 최여진, 박병은, 이하이         |
| 19     | 20.09.05 | 김새론, 스테파니 미초바의 일상                                  | 스테파니 미초바, 빈지노, 김새론                 |
| 20     | 20.09.12 | 장희진, 성시경, 스테파니 미초바의 일상                          | 장희진, 스테파니 미초바, 빈지노, 김새론         |
| 21     | 20.09.19 | 홍수현, 성시경x김동완, 김민아의 일상                            | 김동완, 홍수현                                  |
| 22     | 20.09.26 | 김완선, 성시경x김동완의 일상                                    | 김완선, 김동완, 홍수현                          |
| 23     | 20.10.10 | 지연 (게스트 : 아이유), 이혜성의 일상                           | 지연, 이혜성                                    |
| 24     | 20.10.17 | 성시경, 넉살, 윤진이의 일상                                     | 이혜성, 넉살, 윤진이                            |
| 25     | 20.10.24 | 고아성, 장우혁, 김민아의 일상                                   | 효정, 고아성, 장우혁                            |
| 26     | 20.10.31 | 송민호 (게스트 : 피오), 아이비, 솔라의 일상                     | 송민호, 아이비, 솔라                            |
| 27     | 20.11.07 | 혜민, 구준엽, 조세호의 일상                                     | 혜민, 구준엽, 넉살                              |
| 28     | 20.11.14 | 손연재, 김민아, 성시경의 일상                                   | 넉살, 이혜성, 손연재                            |
| 29     | 20.11.21 | 남규리, 써니 (게스트 : 보아)의 일상                             | 넉살, 남규리, 써니                              |
| 30     | 20.11.28 | 이지아, 윤박 (게스트 : 곽동연), 적재의 일상                     | 넉살, 이지아, 윤박, 적재                        |
| 31     | 20.12.05 | 장예원 (게스트 : 장예인), 황보, 아유미 (게스트 : 전혜빈)의 일상 | 넉살, 장예원, 황보, 아유미                      |

## 시즌 2

### 회차 및 출연진
| 2021년 | 2021년          | 2021년                                                                   | 2021년                    |
| 회차   | 방송일          | 에피소드                                                                 | 게스트                    |
| ------ | --------------- | ------------------------------------------------------------------------ | ------------------------- |
| 32     | 2021년 2월 16일 | 엄정화, 성시경, 초아, 차청화                                             | 차청화                    |
| 33     | 2021년 2월 23일 | 박태환, 청하 (게스트 : 정채연, 강미나) 김동규 (게스트 : 유병재)          | 박태환, 청하, 김동규      |
| 34     | 2021년 3월 2일  | 박봄, 한예리, 윤박                                                       | 박봄, 한예리, 차청화      |
| 35     | 2021년 3월 9일  | 성시경, 돈 스파이크 (게스트 : 유민상, 쏘영), 초아                        | 돈 스파이크, 차청화       |
| 36     | 2021년 3월 16일 | 한채아, 줄리엔 강, 차청화                                                | 한채아, 줄리엔 강, 차청화 |
| 37     | 2021년 3월 23일 | 지연 (게스트 : 티아라), 제시, 윤박, 성시경, 넉살                         | 지연, 제시                |
| 38     | 2021년 3월 30일 | 김세정, 고원희                                                           | 김세정, 고원희, 하니      |
| 39     | 2021년 4월 6일  | 이승윤 (게스트 : 정홍일, 이무진), 남규리, 하니 (게스트 : 정인선, 차민지) | 이승윤, 남규리, 하니      |
| 40     | 2021년 4월 20일 | 엄정화, 성시경 (게스트 : 김종국, 하하)                                   | 이정현, 오연서            |
| 41     | 2021년 4월 27일 | 옥주현, 유이                                                             | 옥주현, 유이              |
| 42     | 2021년 5월 4일  | 정재형, 엄정화                                                           | 정재형                    |
| 43     | 2021년 5월 11일 | 이정현, 신동미, 오연서                                                   | 이정현, 신동미, 오연서    |
| 44     | 2021년 5월 18일 | 이소연 (게스트: 최여진), 유라 (게스트: 윤시윤), 유수진                   | 이소연, 유라, 유수진      |
| 45     | 2021년 5월 25일 | 성시경, 김윤아                                                           | 김윤아                    |

## 결방

### 2020년
- 10월 3일 : 추석 특선 영화 기생충이 편성되면서 결방했다.

### 2021년
- 4월 13일 : 바퀴 달린 집 재방송으로 결방